# Jah Prince
Prince Saint Florent Serry, dit Jah Prince, né en 1963, est un chanteur de reggae franco-ivoirien.

## Biographie
Il commence son activité musicale en 1977, enthousiasmé par l'héritage de Bob Marley et du mouvement rastafari. C'est un pionnier du reggae africain en France ; il a partagé l'affiche d'un concert avec Tiken Jah Fakoly lors d'un festival en 1995. Il s'est aussi produit au Printemps de Bourges, au Gibus et lors d'une tournée des stades en Afrique.
Il est régulièrement inquiété par les autorités ivoiriennes depuis les années 1980, du fait de sa consommation de cannabis, liée à sa spiritualité rastafari. En 2003, il sort son album Prisonniers de Babylone, qui lui vaut d'être poursuivi de nouveau : il perd plusieurs fois son matériel de musique et l'accès à des studios d'enregistrement. Il s'oppose publiquement à la violence de la guerre civile ivoirienne et de la crise post-électorale de 2010-2011, ce qui a, selon lui, précipité sa disgrâce.
En 2012, il est condamné à un an de prison, puis en 2014, à cinq ans d'interdiction de séjour en Côte d'Ivoire. Libéré grâce au soutien d'un comité de soutien français, dont il a également la nationalité, et à l'intervention diplomatique de François Hollande, il se réfugie en France. Depuis lors, il mène une vie de sans-abri au bois de Vincennes et se dit ruiné,.

## Conceptions musicales
Jah Prince tient davantage à la performance sur scène qu'à l'enregistrement en studio, par souci de spontanéité ; Prisonniers de Babylone est d'ailleurs un album live. Il se dit influencé par la soul, le rocksteady, les sonorités traditionnelles africaines, aussi bien que par le jazz, qui est sa formation de base.

## Prises de position
Dans un entretien accordé en 2017, il considère que « le problème en Côte d’Ivoire c'est qu'il y a abus de pouvoir, abus de gouvernance ». Il s'y revendique de l'altermondialisme et du « combat pour le Panafricanisme extérieur, intérieur, de partout dans le monde », dans le sillage de militants et artistes jamaïcains tels que Marcus Garvey, Bob Marley, Burning Spear et Bunny Wailer. En France, il dit avoir soutenu le mouvement Nuit Debout à Paris, en 2016, en y donnant des concerts gratuits. Lié au mouvement rastafari, il réaffirme régulièrement sa foi en Dieu.